# Маркялис, Леонас Ионович
Леонас Ионович Маркялис (1 июля 1912 года, Дусяты, Новоалександровский уезд, Ковенская губерния — 4 декабря 1981 года, село Чекишке, Каунасский район, Литовская ССР) — главный врач сельской участковой больницы в селе Чекишке Каунасского района, Литовская ССР. Герой Социалистического Труда (1969).

## Биография
Родился в 1912 году в крестьянской семье в местечке Дусяты (сегодня — Дусетос) Новоалександровского уезда. В 1932 году окончил Каунасскую иезуитскую гимназию, после которой обучался на медицинском факультете Каунасского университета. С 1933 году служил в литовской армии. Окончил военное училище в звании лейтенанта пехоты. После армии продолжил обучаться на медицинском факультете Каунасского университета, который окончил в 1939 году.
С 1939 года работал врачом в амбулатории в местечке Аукштадварис Тракайского района. С августа 1944 года — заведующий амбулаторией в селе Бабтай Каунасского района, с декабря 1949 года — главный врач сельской участковой больницы в селе Чекишке Каунасского района.
4 февраля 1969 года Указом Президиума Верховного Совета СССР удостоен звания Героя Социалистического Труда «за большие заслуги в области охраны здоровья советского народа» с вручением ордена Ленина и золотой медали Серп и Молот.
Трудился главным врачом сельской больницы до последних дней своей жизни. Проживал в селе Чекишке Каунасского района, где скончался в декабре 1981 года.
Похоронен на местном сельском кладбище.
Память
- Его именем названа улица в селе Чекишке;
- На здании сельской больницы в Чекишке находится мемориальная табличка в честь Леонаса Маркялиса.

Награды и звания
- Герой Социалистического Труда
- Орден Ленина
- Орден Трудового Красного Знамени (11.02.1961)
- Заслуженный врач Литовской ССР (1965).